# Йохан II фон Валдек-Пирмонт
Йохан II фон Валдек-Ландау (на немски: Johann II von Waldeck-Landau; * 7 ноември 1623, Валдек; † 10 октомври 1668, Ландау) е граф на Валдек-Пирмонт-Ландау.

## Произход и наследство
Той е син на граф Кристиан фон Валдек-Вилдунген (1585 – 1637) и съпругата му графиня Елизабет фон Насау-Зиген (1584 – 1661), дъщеря на граф Йохан VII (II) фон Насау-Зиген и втората му съпруга графиня Магдалена фон Валдек-Вилдунген.
През 1638 г. Йохан II наследява баща си като граф на Валдек-Ландау, а по-големият му брат Филип VI (VII) (1613 – 1645) като граф на Валдек-Вилдунген.

## Фамилия
Първи брак: на 27 декември 1644 г. във Варендорф, Мюнстер, с графиня Александрина Мария фон Фелен и Меген († 10 юли 1656), вдовица на Емих фон Даун (1614 – 1642), дъщеря на фелдмаршал фрайхер Александер II фон Фелен (1599 – 1675).
Втори брак: на 10 ноември 1667 г. в Мерлау с ландграфиня Хенриета Доротея фон Хесен-Дармщат (* 14 октомври 1641, Дармщат; † 22 декември 1672, Ландау), дъщеря на ландграф Георг II фон Хесен-Дармщат и херцогиня София Елеонора Саксонска.
Двата му брака са бездетни.